# Jovanka Nikolić
Œuvres principales
- Contes du passé (2006)

Compléments
- Ancienne étudiante de la Faculté de sport et d'éducation physique de l'université de Novi Sad
- Ancienne étudiante de la Faculté des arts dramatiques de l'université des arts de Belgrade
- Femme du poète Jovan Zivlak (1947)

Jovanka Nikolić (en serbe cyrillique : Јованка Николић) est une poétesse et une écrivaine serbe, née le 16 décembre 1952 à Novi Sad (République fédérative socialiste de Yougoslavie) et morte le 8 janvier 2017 à Novi Sad (Serbie).

## Biographie
Jovanka Nikolić vit et travaille à Novi Sad.

### Vie privée
Jovanka Nikolić est la femme du poète Jovan Zivlak.

## Œuvres
- Lepet (Palpitation), poèmes, Matica srpska, Novi Sad, 1980.
- O raznim stvarima (Sur une variété de choses), poèmes pour les enfants, Draganić, Belgrade, 1999.
- Menu, nouvelles, KOV, Vršac, 1985.
- Od predvečerja do praskozorja (Du crépuscule à l'aube), nouvelles, KOV, Vršac, 1994.
- Izvesni periodi u sto fragmenata (Certaines périodes en cent fragments), roman, RAD, Belgrade, 1997.
- Tako sam te voleo (Je t'aimais tant), livre de prose, Draganić, Belgrade, 1999.
- Priče iz starine (Contes du passé), roman, Svetovi, Novi Sad, 2006.